# Max Delbrück
Max Ludwig Henning Delbrück (4 de septiembre de 1906 - 9 de marzo de 1981) nació en Berlín, Alemania en 1906. Estudió Física en la Universidad de Gotinga, amplió estudios posteriormente en Dinamarca, Suiza y Gran Bretaña.
Delbrück volvió a Berlín en 1932 como asistente de Lise Meitner, quien estaba colaborando con Otto Hahn en los resultados de irradiar uranio con neutrones.
En 1937 y con una beca de la Fundación Rockfeller, emigra a Estados Unidos.
Sus trabajos, con los que obtuvo el Premio Nobel de Fisiología o Medicina en 1969 (compartido con Salvador Edward Luria y Alfred Day Hershey), versaron sobre los virus bacteriófagos.

## Biografía

### Primeros años
Delbrück nació en Berlín , Imperio Alemán . Su madre era nieta de Justus von Liebig , un eminente químico , mientras que su padre Hans Delbrück era profesor de historia en la Universidad de Berlín . En 1937, Delbrück dejó la Alemania nazi para irse a Estados Unidos —primero California, luego Tennessee— y se convirtió en ciudadano estadounidense en 1945. En 1941, se casó con Mary Bruce. Tuvieron cuatro hijos.
El hermano de Delbrück, Justus, abogado, así como su hermana Emmi Bonhoeffer participaron activamente junto con sus cuñados Klaus Bonhoeffer y Dietrich Bonhoeffer en la resistencia al nazismo . Declarado culpable por el Tribunal Popular por sus papeles en el complot del 20 de julio de 1944 para asesinar a Hitler , Dietrich y Klaus fueron ejecutados en 1945 por la Oficina Central de Seguridad del Reich (RSHA) ). Justus murió bajo custodia soviética ese mismo año.

### Educación
Delbrück estudió astrofísica , pasando a la física teórica , en la Universidad de Göttingen . Después de completar su Ph.D. allí en 1930, viajó por Inglaterra , Dinamarca y Suiza . Conoció a Wolfgang Pauli y Niels Bohr , quienes le interesaron por la biología .

## Obra
- Über die Natur der Genmutation und der Genstruktur (con Nicolaj W. Timoféeff-Ressovsky & Karl Günter Zimmer) Weidmann, Berlín 1935

- Wahrheit und Wirklichkeit: Über die Evolution des Erkennens. Rasch und Röhring, Hamburg 1986, ISBN 3-89136-058-4

- Die Pipette ist meine Klarinette. Originaltonaufnahmen 1954-1979, eds. v. Klaus Sander. Audio-CD, 65 min, Colonia 2007, ISBN 978-3-932513-75-6

## Literatura
- J. Cairns, G. S. Stent, J.D. Watson (eds.) Phage and the Origins of Molecular Biology, CSHL Press, Cold Spring Harbor, NY, 1992, ISBN 0-87969-595-1
- Ernst Peter Fischer. Das Atom der Biologen. Max Delbrück und der Ursprung der Molekulargenetik. Piper, Múnich & Zúrich 1988